# Sedliště (okres Svitavy)
Obec Sedliště se nachází v okrese Svitavy v Pardubickém kraji. Leží 20 km severovýchodně od Svitav a 4 km severovýchodně od Litomyšle. Žije zde 230 obyvatel.

## Historie
Sedliště jsou zapsány v majetku Jana Kostky z Postupic v roce 1508, což je v současnosti první písemná zmínka o obci. V obecní kronice je zápis o práci p. Tomíčka, ale tento zápis ani originální práci p. Tomíčka se nepodařilo nalézt a tak potvrdit. Rok 1508 je tedy první doložený zápis o vsi, jež pravděpodobně vznikla ze zaniklých Domašic, které se nacházely v prostoru mezi současnými Kornicemi a Sedlištěmi.
Z dokumentace exulantů doby pobělohorské (více viz Osík) se zachoval životopis Doroty Šviholové, roz. Divišové (1700 Sediště u Litomyšle – 17.4.1761 Berlín). Část byla publikována v knize Edity Štěříkové.

## Pamětihodnosti
- Kaple svatého Michaela

## Galerie

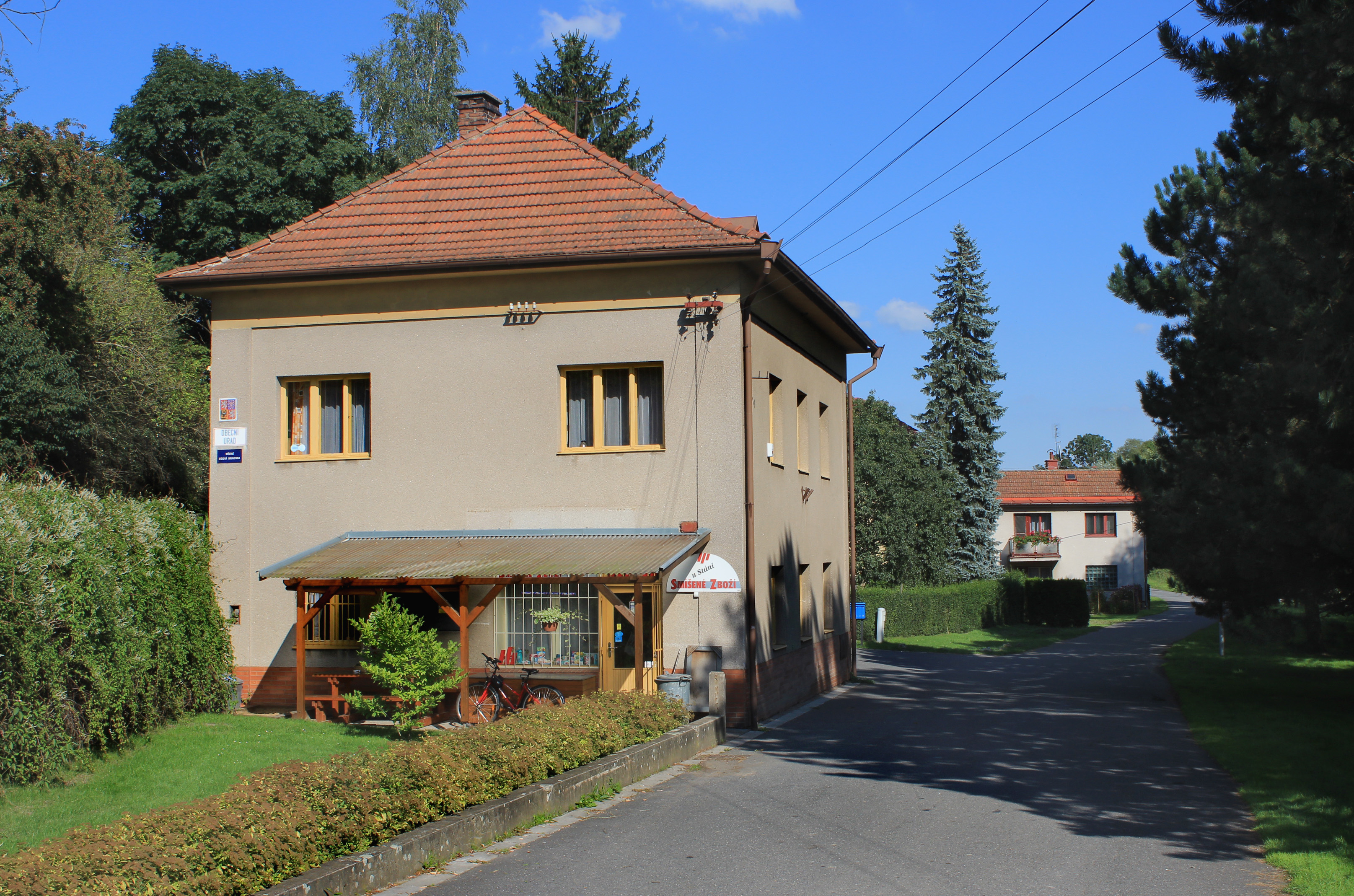
Obecní úřad
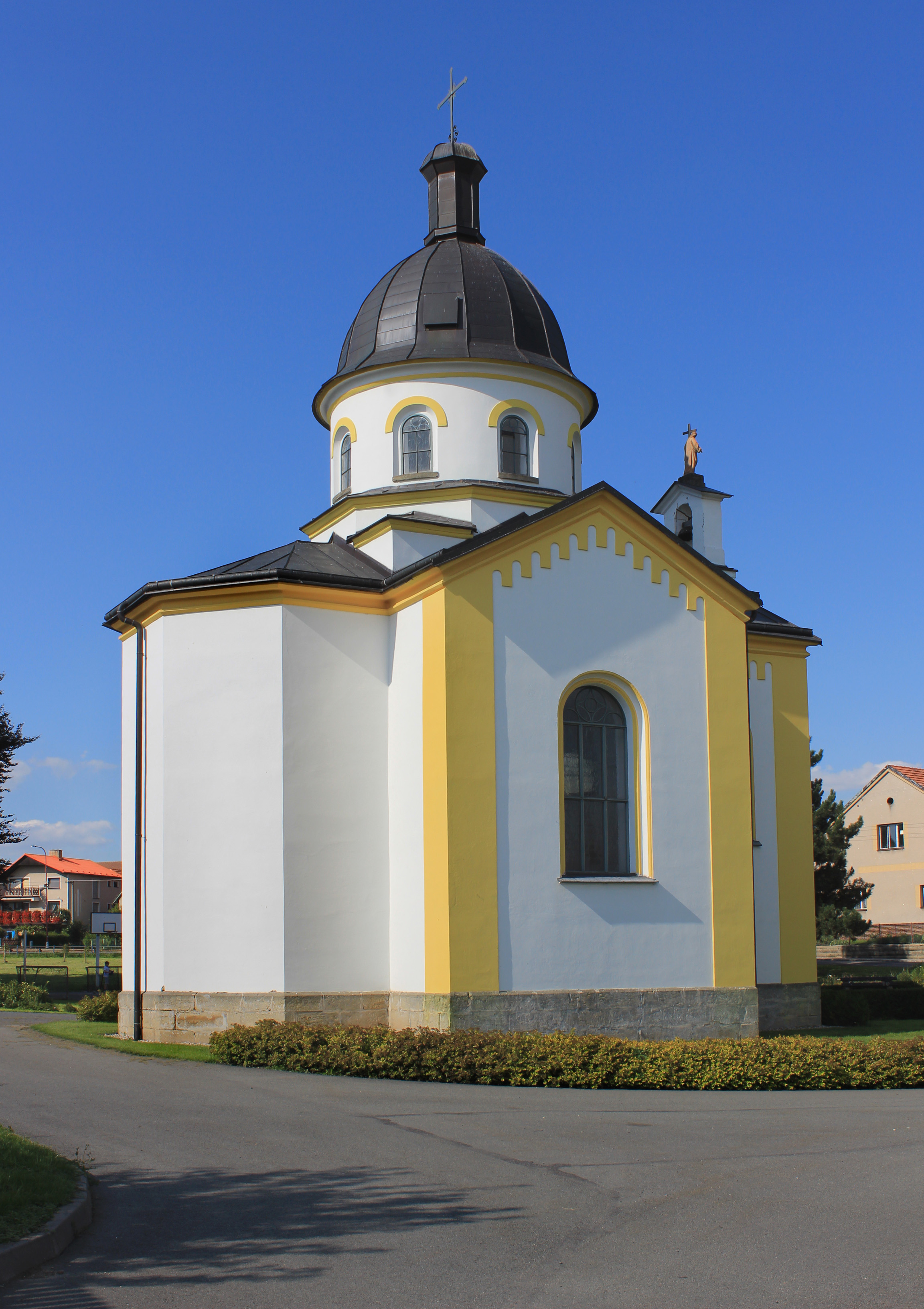
Kaple sv. Michaela
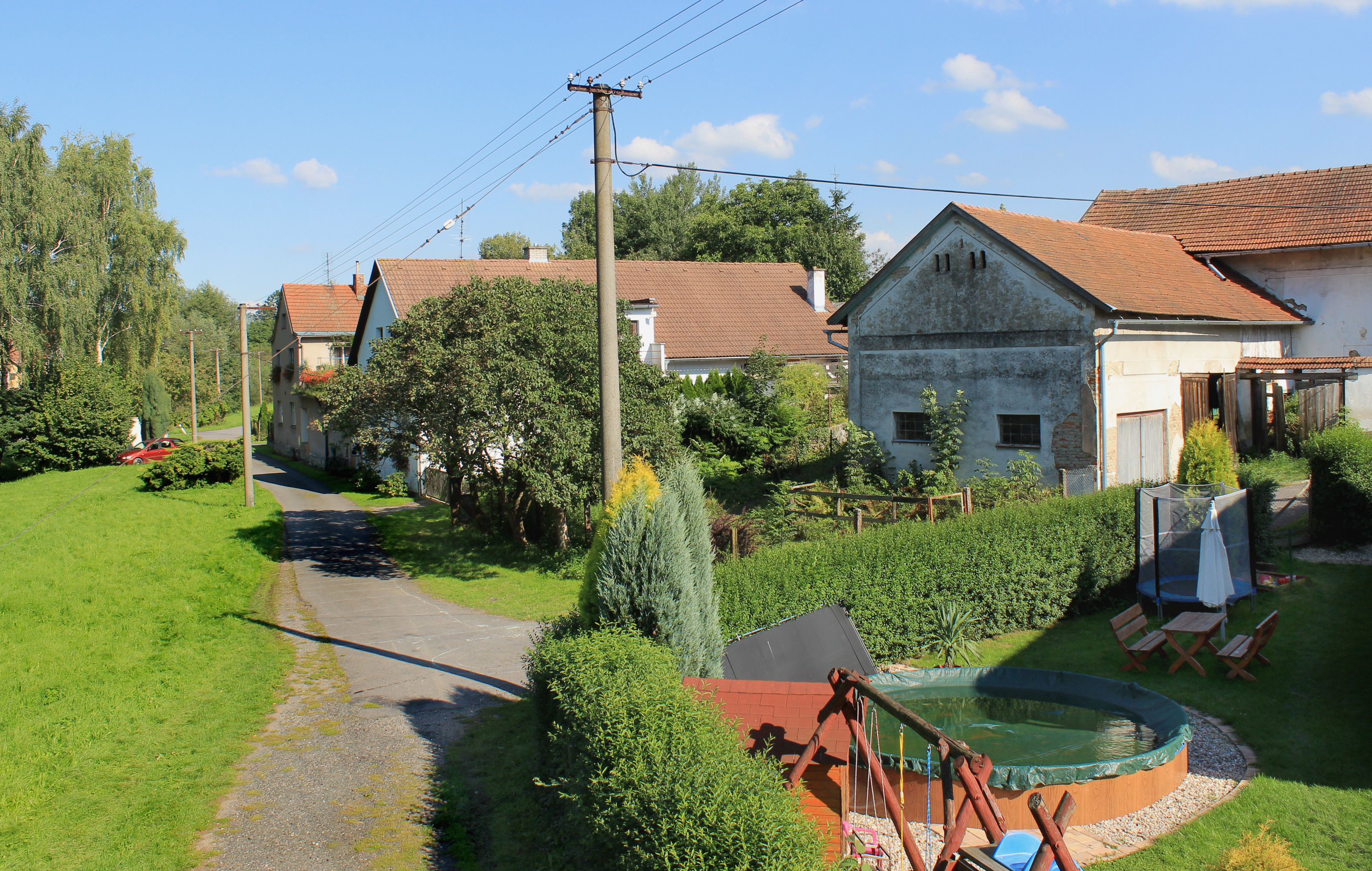
Ulička na jihu vesnice